# Gunnar Sjöstedt (biolog)
Lars Gunnar Sjöstedt, ursprungligen Olsson, född 6 oktober 1892 i Sankt Petri Malmö, död 21 september 1975, var en svensk biolog och lärare.

## Biografi
Lars Gunnar Sjöstedt tog studenten i Malmö 1912  och började studera vid universitet i Lund samma år. Han blev filosofie doktor 1926. Han utbildade sig i biologi vid universitet i Lund och hans specialområde var alger. 
Sjöstedt lät bygga en båt, Albertina, som var 13,4 meter lång och byggd i trå av Gustavsson & Söners Skeppsvarv i Landskrona 1930. Albertina använde Sjöstedt för undersökningar av bottenförhållande och algvegetation i Öresund. Båten såldes 1933 då Sjöstedt 1932 blev lektor på Falu läroverk.
Sjöstedt hade ett omfattande skriftställarskap. Förutom den vetenskapliga produktionen utgav Barsebäcks fiskläge. En krönika från äldsta tid till våra dagar. Huvuddelen av de botaniska arbetena publicerades på 1920-talet under studierna vid Lunds Universitet men 1938 blev Sjöstedt medlem i Botaniska föreningen och han publicerade sedan tre uppsatser i Svensk botanisk tidskrift under titeln Enteromorphastudien.
Sjöstedt blev lektor vid Falu läroverk 1932 och tjänstgjorde där till åtminstone till 1945. i boken Naturaliesamlingar och naturhistorisk undervisning vid läroverken berättar Yngve Löwegren om naturaliesamlingen på Falu läroverk: Förutom dessa finns en i vätska förvarad betydande samling storsvampar, hopbragt av lektor L. G. Sjöstedt på 1930-talet och till största delen magasinerad i källaren.
Han anställdes som lektor i biologi med hälsolära vid folkskoleseminariet i Kristianstad 1949. Han var en av de första lektorer vid seminariet. Han var kvar på seminariet till 1958 då han pensionerades.

## Gunnar Sjöstedts bibliografi
- Algologiska studier vid Skånes södra och östra kust Lund, 1920 Svenska 40 s.
- Om de ökologiska förutsättningarna för högproduktioner av Daphnia magna Lund 1921. Ur: Skrifter utg. av Södra Sveriges fiskeriförening.
- En vegetationsfärgning av Nodularia spumigena i Öresund jämte biologisk översikt över övriga marina baltiska planktonsfärgningar Lund, 1922 Svenska 25 s.
- Über eine Lagynion-Siderocapsa-artige Struktur in marinem Aufwuchs vom Öresund (med Naumann, Einar) Lund, 1923 tyska 9 s. i  Lunds universitets årsskrift  Andra avdelningen, Medicin samt matematiska och naturvetenskapliga ämnen.
- En orientering över bottenförhållandena i Öresund och södra Östersjön Lund, 1923 Svenska 29 s. i Lunds universitets årsskrift  Andra avdelningen, Medicin samt matematiska och naturvetenskapliga ämnen.
- Två nya saltvattensflagellater från öresundsområdet jämte biologiska data Lund, 1924 Svenska 20 s. Lunds universitets årsskrift  Andra avdelningen, Medicin samt matematiska och naturvetenskapliga ämnen.
- Floridean studies Avhandling 1926 Engelska 94 s. Lunds universitets årsskrift Andra avdelningen, Medicin samt matematiska och naturvetenskapliga ämnen.

- Hafsalger från Hallands Väderö och närliggande skånekust Lund, 1927. Undersökningar över Öresund ;13. 1927
- Biologisk experimentbok för skolbruk : En sammanställning Lund : Lindstedts universitetsbokhandel, 1935 Svenska 127s
- ENTEROMORPHASTUDIEN.  Svensk Botanisk Tidskrift. 1939. Bd. 33, II. 1. sid 17-62
- ENTEROMORPHASTUDIEN II. Svensk Botanisk Tidskrift. 1940. Bd. 34, H. 1. sid 7-25
- ENTEROMORPHASTUDIEN III Svensk Botanisk Tidskrift. 1943. Bd. 37, H. 1 sid 47-74
- Barsebäcks fiskläge. En krönika från äldsta tid till våra dagar. Malmö, Fram 1951.